# Gigabyte Technology
Gigabyte Group  (技嘉科技 jì-jiā kē-jì) — тайванська компанія з виробництва системних плат, відеокарт та іншої комп'ютерної техніки. Заснована в 1986-ому році як група дослідників і розробників.
До 2008 року Gigabyte є холдингом, до складу якого входять:
- GIGA-BYTE Technology Co., Ltd — випуск системних і графічних плат для ПК;
- Gigabyte Communications (заснована в 2004 р.) — виробництво комунікаторів і смартфонів під маркою GSmart (з 2006 по 2015 роки).
- Gigabyte United, Inc.
- G-Style, Inc.
- Gigazone International

## Діяльність
Прагнучи до максимального збільшення кола своїх клієнтів, GIGABYTE постійно розширює асортимент своєї продукції, в який  входять  ноутбуки та настільні ПК, рішення для цифрового дому, сервери, пристрої зв'язку, мобільні та портативні пристрої.
До 2008 р. — один з лідерів[джерело?] світового ринку системних плат, разом з іншими тайванськими компаніями — Elitegroup Computer Systems (ECS), ASUSTeK Computer, Micro-Star International (MSI), Foxconn.

## Виробництво
Компанія має чотири виробничі фабрики:
- Nan-Ping — Республіка Китай
- Ping-Jen — Республіка Китай
- Ning-Bo — КНР
- Dong-Guan — КНР
- Hian-Xi - Шаньдун, КНР

Виробнича фабрика Nan-Ping — є найбільшим виробничим майданчиком компанії, що спеціалізується на випуску материнських плат і відеокарт. За кількістю конвеєрних ліній фабрика Nan-Ping перевершує фабрики Ning-Bo і Dong-Guan разом узяті. Фабрика Nan-Ping має дев'ять ліній поверхневого монтажу за технологією SMT, десять ліній DIP-монтажу, дев'ять тестових і вісім пакувальних ліній. Площа фабрики становить 45 тис. кв. метрів, з робочим персоналом близько 1,8 тис. людей.

## Позначення материнських плат
Gigabyte використовує спеціальну систему найменування материнських плат. Наприклад, розглянемо GA-X58-UD3R. Перший сегмент («GA») просто означає, що перед нами системна плата виробництва Gigabyte. Другий сегмент («X58») означає чипсет, що використовується на платі, в нашому випадку це X58 (Intel). Третій сегмент («UD3R») найінформативніший і він вказує на те, які технології реалізовані на платі. Також по ньому часто можна визначити оснащеність плати.

### Розшифровка 2-го сегменту
- E — Технологія енергозбереження. Dynamic Energy Saver (DES). Приклад: GA-E P45-UD3R
- T — Підтримує тільки оперативну пам'ять типу DDR3.Приклад: GA-EP45 T-EXTREME
- C — Підтримує оперативну пам'ять як DDR2, так і DDR3. Приклад: GA-EP45 C-DS3
- М — Плата формату microATX форм-фактора. Приклад: GA-EG41 M-ES2L, GA-MA74G M-S2H. (Відсутність цього параметра означає належність плати до сімейства ATX)
- G — Наявність на платі інтегрованого графічного ядра (вбудованого відео). Приклад: GA-MA780 G-UD3H
- F — Наявність мультимедійних портів FireWire IEEE 1394. Приклад: EG41M F-US2H

### Розшифровка 3-го сегменту
- D (Durable) — Вказує на те, що материнська плата використовує тільки твердотільні конденсатори. Приклад: GA-EP45-D S5
- U (Ultra Durable3) — Означає, що плата виконана із застосуванням технології Ultra Durable 3, основною характерною властивістю якої є використання подвоєних мідних шин живлення і заземлення в друкованій платі (PCB). Приклад: GA-EX58-U D4
- S2 (smart + safe) — Використання таких технологій і утиліт Gigabyte: HDD SMART; COM; Xpress Recovery2; DualBIOS Plus; Virtual DualBIOS; BIOS Setting Recovery; PC Health Monitor. Приклад: GA-EQ45M-S2
- S3 (smart + safe + speed) — Використання таких технологій і утиліт Gigabyte: Te ж, що і в S2. Плюс утиліти для «розгону»: EASY Tune & MIT Приклад GA-P31-D S3 L
- S4 (smart + safe + speed + silent pipe) — Використання таких технологій і утиліт Gigabyte: Te ж, що і в S3, плюс плата оснащена унікальною системою охолодження з мідних трубок — Silent-Pipe. Приклад: GA-EP45-D S4
- S5 (smart + safe + speed + silent pipe + CrossFire) — Використання таких технологій і утиліт Gigabyte: Te ж, що і в S4, плюс підтримка ATI CrossFire (і / або технології Nvidia SLI) технології. Прімер: GA-EP45-D S5
- Q6 (Quad Bios, Quad Cooling, Quad E-SATA2, Quad Triple Phase, Quad-Core Optimized, Quad DDR2 Slots) — Оптимізована для 4-х ядерних процессоров. Екзампл: GA-EP45-D Q6
- EXTREME — Серія, плати якої використовують поліпшене охолодження, такі як: Silent-Pipe2, Hybrid Silent-Pipe. Останнє дає можливість використовувати як водяного, так і повітряного охолодження. Плати даної серії позиціонуються як плати для роботи в режимі розгону і мають ряд унікальних інструментів Gigabyte для роботи в режимі overclocking. Приклад: GA-EX58-EXTREME
- R — Підтримка RAID за рахунок Південного мосту. Приклад: GA-EP45-UD3 R.
- H — Підтримка HDMI. Приклад: MA-GA785G-UD3 H
- L — Спрощений, «Light» дизайн. Плата може бути оснащена меншою кількістю SATA2-USB і т. д. портів або спрощеною системою охолодження. Приклад GA-EP43-S3 L
- G — Бюджетна версія плати ATX форм-фактора. Наприклад, у GA-EP31-S3 G спрощений вбудований звук у порівнянні з GA-EP31-S3L.
- С — Бюджетна версія плати microATX форм-фактора. Наприклад, GA-G31M-ES2 C встановлений 10/100 mb / s LAN адаптер на відміну від гігабітного в GA-G31M-S2L
- P — Покращений «PRO» дизайн. Плата може бути оснащена поліпшеною системою охолодження (Silent Pipe), RAID, додатковими PCI-Express слотами або SATA2 порти. Приклад: GA-EP45-DS3 P.

## Gigabyte Technology в Україні
MTI та МУК Сервіс є дистриб'юторами Gigabyte Technology в Україні